# Currie Cup First Division 2023
La Currie Cup First Division de 2023 fue la vigésimo tercera edición de la segunda división del rugby provincial de Sudáfrica.

## Sistema de disputa
El torneo se disputó en formato liga donde cada equipo se enfrentó a los equipos restantes, luego los mejores dos clasificados disputaron la final.

## Clasificación
| Pos. | Equipo           | Encuentros | Encuentros | Encuentros | Encuentros | Tantos | Tantos | Tantos | PB | PB | Puntos |
| Pos. | Equipo           | PJ         | PG         | PE         | PP         | F      | C      | Dif    | BO | BD | Puntos |
| ---- | ---------------- | ---------- | ---------- | ---------- | ---------- | ------ | ------ | ------ | -- | -- | ------ |
| 1.º  | Boland Cavaliers | 10         | 7          | 0          | 3          | 355    | 197    | +158   | 8  | 2  | 38     |
| 2.º  | Falcons          | 10         | 7          | 0          | 3          | 390    | 299    | +91    | 9  | 1  | 38     |
| 3.º  | SWD Eagles       | 10         | 6          | 0          | 4          | 328    | 246    | +82    | 8  | 1  | 33     |
| 4.º  | EP Elephants     | 10         | 7          | 0          | 3          | 263    | 251    | +12    | 5  | 0  | 33     |
| 5.º  | Leopards         | 10         | 3          | 0          | 7          | 255    | 288    | -33    | 5  | 1  | 18     |
| 6.º  | Border Bulldogs  | 10         | 0          | 0          | 10         | 172    | 476    | -304   | 1  | 1  | 2      |

|  | Finalistas. |

## Fase Final

### Final
| 24 de junio | Boland Cavaliers | 43 - 21 | Falcons |  |  |

| Bandera de Sudáfrica     |
| Campeón Boland Cavaliers |
| Sexto título             |